# Albag
Albag o Albaq  foren dos districtes de Baspracània, coneguts com a Gran i Petit Albag. El Gran Albag, al nord, estava format per la primera part de la vall del riu Albaq a la riba del qual hi havia la capital Adamakert o Hadamakert. Limitava al nord amb l'Anzakhi Tsor, a l'oest amb el Terpatuniq al sud amb l'Aqe (zona central entre els dos Albag) i a l'est amb el Zarehavan. El Petit Albag al sud, era la segona part de la vall del riu i la fortalesa principal era la de Zelmar. Limitava al nord amb l'Aqe, al sud amb l'Aitvanq i Motolanq, a l'est el Vorsiranq o Orsiranq i a l'oest el Tshauq.
L'Albag fou saquejat per l'emir de Manazkert Ala al-Djahapi el 850. Yusuf ben Abu Said ben Marwazi va entrar al districte d'Albag el 851 i va acampar a Adamakert saquejant la regió però la princesa Rhipsime Bagratuní, dona del príncep de Baspracània, li va oferir regals i li va assegurar la lleialtat dels Arzerunis (que al·legaven que només es queixaven dels alts impostos) i Yusuf va evacuar el país.
El 852 Bogha al-Khabir es va llançar contra Gurguèn Arzeruni, germà del príncep Asoci de Baspracània. Gurguèn es va refugiar al Orsitaniq (al Albag) a la vila de Thov a la vall del Arianlidj (Llac de la Sang). Gurguèn va encarregar a sa mare Rhipsime de negociar, però no va reeixir i finalment va haver de presentar combat que va guanyar. Llavors va demanar audiència a Bogha i aquest el va reconèixer com a príncep de Baspracània al lloc de son germà Asoci. Només proclamat Bogha va fer traïció i el va fer agafar i carregar de cadenes i el va enviar a Samarra junt amb la mare Rhipsime.
El 887 a la mort del príncep Grigor Derenik l'Albag va passar al seu fill petit Gurguèn. Vers el 901 Gurguèn (que estava com a ostatge pel seu germà gran el príncep Sargis a la cort de l'emir d'Arran Afshin al-Sadj, junt amb el nakharar Shahpuh Amatuni) es va escapar de Bardaa i va tornar a Baspracània. Furiós Afshin va marxar contra Van. Sargis i els seus germans Gagik i Gurguèn es van retirar cap al petit Albag. Afshin va anar en persona al Albag en persecució dels prínceps. Va arribar fins al sud, a Adamakert; a prop d'allà, a Kakenik, s'havia fet fort el príncep Sargis. Afshin hi va enviar el seu eunuc Hivor. Es va lliurar un combat de resultat incert, ja que l'historiador Tomàs Arzeruni diu que van ser derrotats, fets presoners i morts mentre que l'anomenat "el continuador de Tomàs" diu que els musulmans es van retirar. Afshin va deixar guarnicions a Baspracània i va tornar a Bardaa però va morir el març del 901.
Mort Sargis el 904 l'Albag va quedar integrat en el principat de son germà Gurguèn que es va establir a Adamakert i va lluitar contra els musulmans a la Corduena.
Vers el 938 o poc després els dailemites van arribar fins a la regió i van saquejar Adamakert i l'Albag, estenent-se fins a l'Andzevatsik.